# ساکسون‌ها
ساکسون‌ها یا سَکسون‌ها (زبان لاتین: Saxones؛ زبان انگلیسی باستان: Seaxe؛ زبان آلمانی پایین: Sachsen) (یا با تلفظ آلمانی: زاکسن‌ها) کنفدراسیونی از ژرمن‌ها در دشت‌های شمال آلمان بودند که برخی از آنان در اوایل قرون وسطی به بریتانیا مهاجرت کرده و به عنوان بخشی از اقوام آنگلوساکسون، اولین پادشاهی متحد انگلستان را تشکیل دادند.
ساکسون‌ها احتمالاً نخستین ساکنان منطقه هولشتاین بوده‌اند. آن‌ها در این منطقه با اقوام آنگل همسایه بودند و در نتیجه، میان آنها روابط خانوادگی وجود داشت. در قرون وسطی ارتباطات تجاری میان ساکسون‌های بریتانیا و مردم بالتیک تأثیرات فراوانی بر هر دو طرف نهاد.